# Nusantara

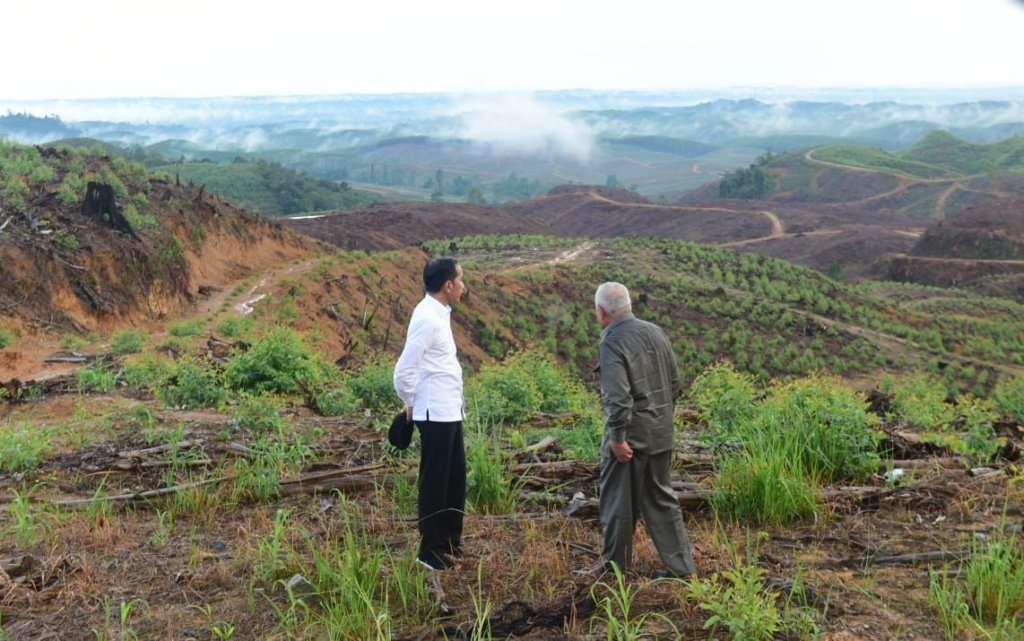
Prezydent Indonezji Joko Widodo i gubernator Borneo Wschodniego Isran Noor zwiedzają lokalizację przyszłej stolicy Indonezji, Nusantary

Nusantara, oficjalnie indonez. Ibu Kota Negara Nusantara – miasto w Indonezji, które ma być nową stolicą kraju.
W 2019 zdecydowano o przeniesieniu stolicy Indonezji z Dżakarty. Nusantara zostanie w całości wybudowana na wschodnim wybrzeżu wyspy Borneo. Budowa rozpoczęła się w 2022 roku. Planowane na 17 sierpnia 2024 ustanowienie miasta stolicą zostało odłożone za względu na opóźnienia w jego budowie.